# Myth
Myth is een videospel voor diverse platforms. Het spel werd ontwikkel door Magnetic Scrolls en uitgebracht in 1989 door Rainbird Software. Het genre van het spel is avonturenspel.